# Bern-Lötschberg-Simplon-Bahn

Logo společnosti

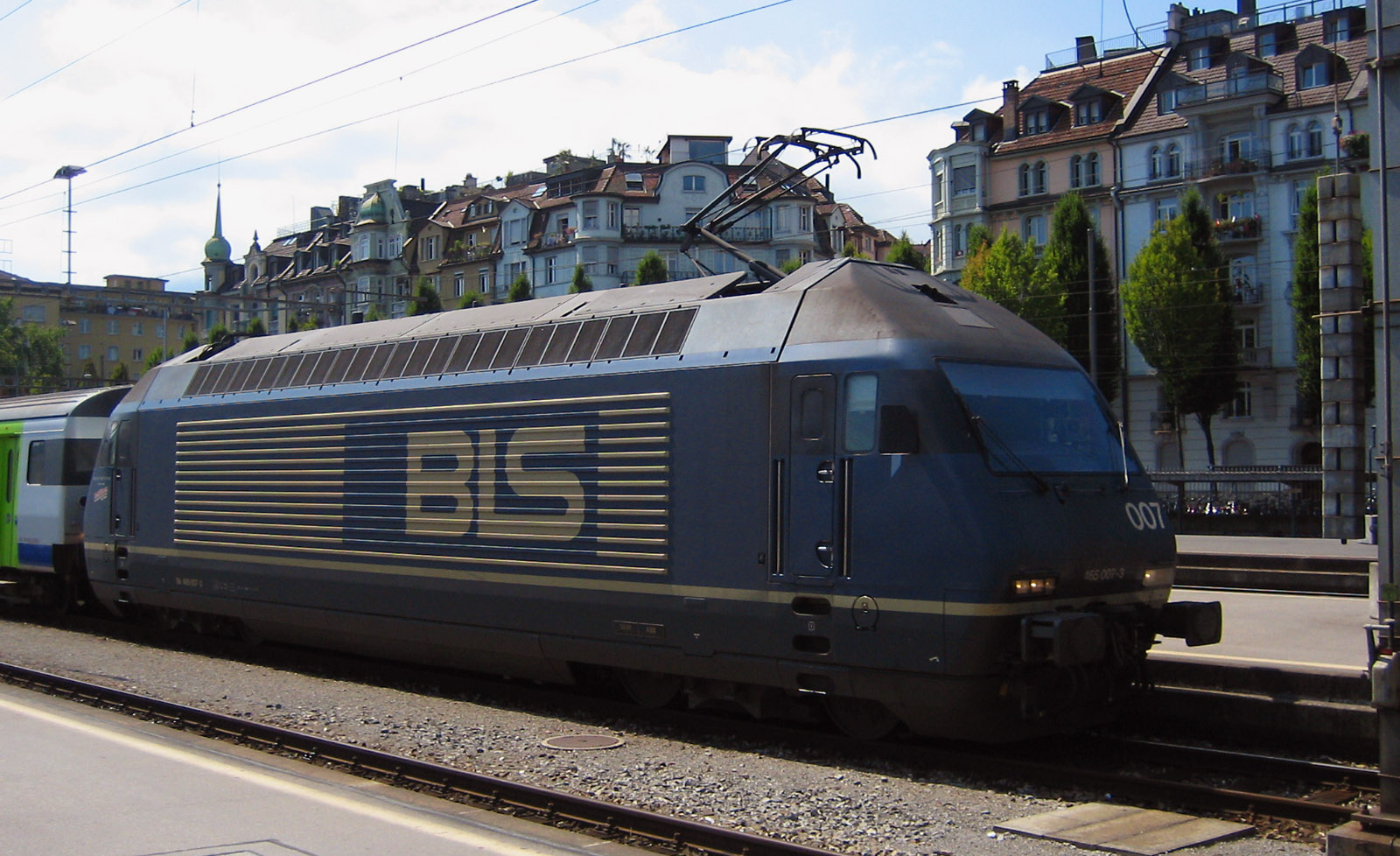
Lokomotiva řady Re 465, poslední objednané pro společnost BLS

Berner Alpenbahn-Gesellschaft Bern–Lötschberg–Simplon, zkráceně Bern-Lötschberg-Simplon-Bahn (BLS), byla železniční společnost ve Švýcarsku, která provozovala Lötschberskou dráhu v kantonech Bern a Valais. Společnost BLS byla založena v roce 1906 a v roce 1907 koupila společnost Spiez-Frutigen Bahn (SFB). V roce 1913 se k ní fúzí připojila společnost Thunerseebahn (TSB), která se o rok dříve sama sloučila se společností Vereinigte Dampfschifffahrts-Gesellschaft für den Thuner- und Brienzersee (VDG), provozující lodní dopravu na jezerech Thunersee a Brienzersee. V červnu 1997 se BLS sloučila zpětně k 1. lednu 1997 se spolupracujícími železničními společnostmi Spiez-Erlenbach-Zweisimmen-Bahn (SEZ), Gürbetal-Bern-Schwarzenburg-Bahn (GBS) a Bern-Neuenburg-Bahn (BN) do nové společnosti BLS Lötschbergbahn (BLS).
Společnost BLS vlastnila druhou největší síť železničních tratí normálního rozchodu ve Švýcarsku (po státních Švýcarských spolkových drahách). V době, kdy spolková vláda v roce 1902 převzala kontrolu nad pěti velkými švýcarskými železničními společnostmi s tratěmi normálního rozchodu kolejí, ještě nebyla vybudována, a tak vedla samostatnou existenci a byla považována za největší ze švýcarských „soukromých“ železnic, ačkoli většinu jejího kapitálu (65 %) vlastnil kanton Bern a zhruba jednu pětinu (18 %) držela Švýcarská konfederace.
V roce 2006 se společnost spojila se společností Regionalverkehr Mittelland AG a vytvořila novou společnost BLS AG.

## Historie

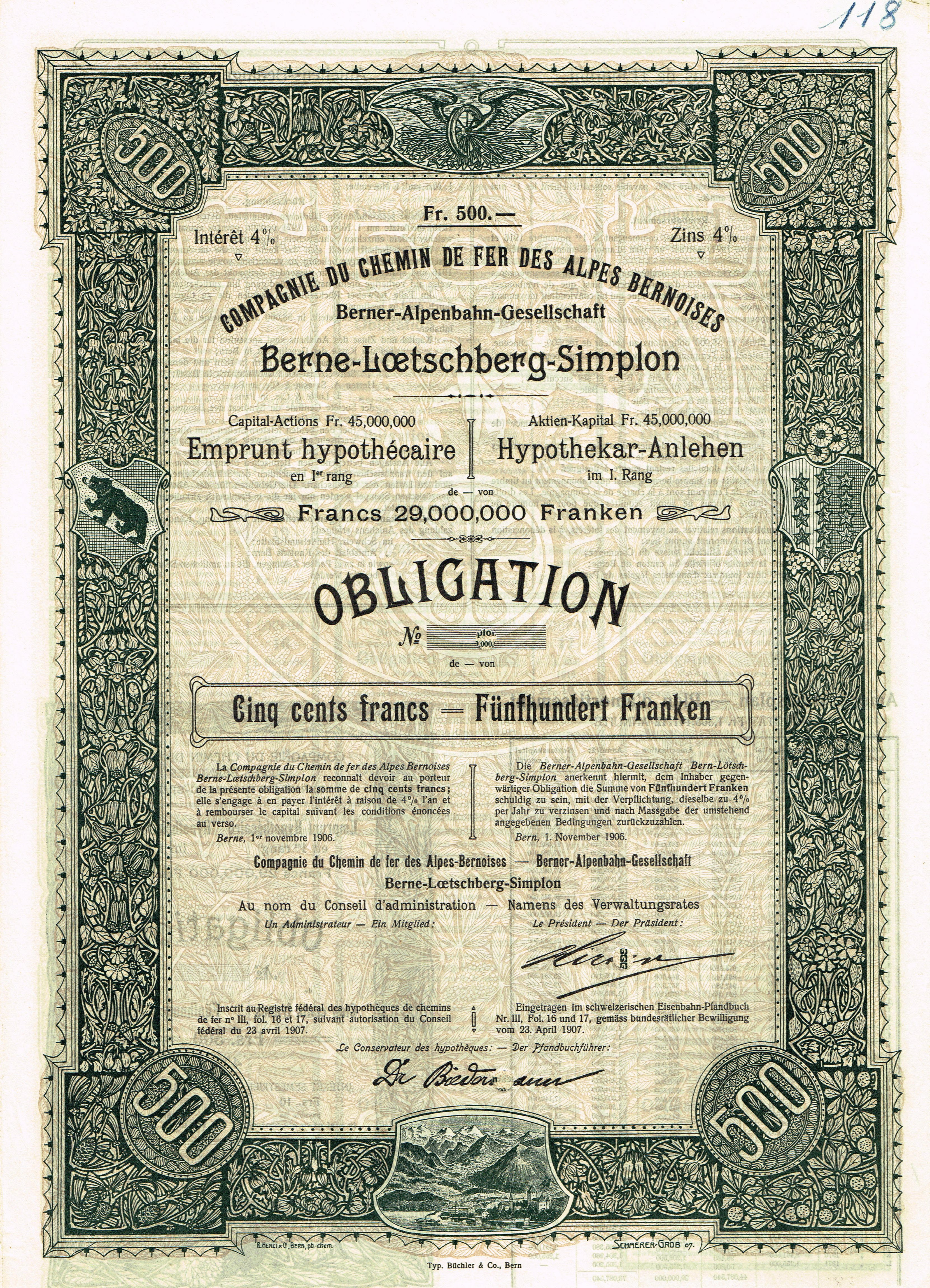
Dluhopis společnosti BLS z roku 1906

### Cesta ke stavbě trati
Po zprovoznění Gotthardské dráhy v roce 1882 se kanton Bern pokusil postavit vlastní trať v severojižní ose, která by Gotthardské dráze mohla konkurovat. Potřebné finanční prostředky neposkytla Švýcarská konfederace, ale nečekaně Francie. Vzhledem ke ztrátě Alsaska a Lotrinska ve prospěch Německa v roce 1871 měly pařížské obchodní kruhy zájem o mezinárodní tranzitní železnici přes Delle do Itálie. Výstavbě předcházely dlouholeté spory o trasu trati. Nakonec zvítězila Lötschberská dráha, kterou plánoval bývalý člen vlády kantonu Bern Wilhelm Teuscher.

### Vznik společnosti a výstavba

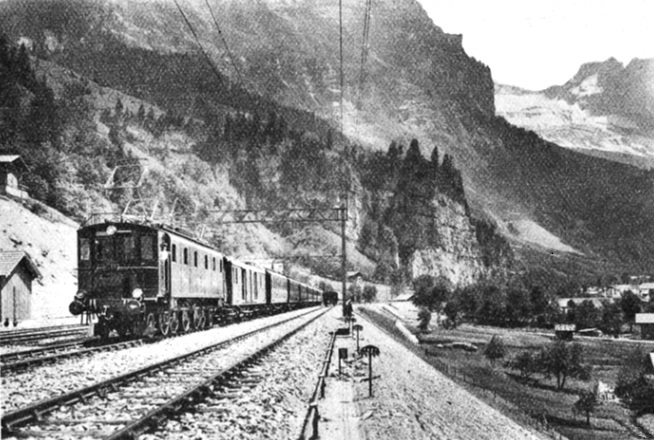
Nákladní vlak na Lötschberské dráze (stanice Blausee-Mitholz, 1914)

Dne 27. července 1906, jen několik měsíců před zahájením stavebních prací, byla založena společnost Berner Alpenbahn-Gesellschaft Bern–Lötschberg–Simplon (BLS) pro výstavbu Lötschberské dráhy. Název BLS je poněkud zavádějící, protože její vlastní síť se táhla pouze od Thunu do Brigu. Ze Spiezu do Frutigenu jezdila již od 24. července 1901 dráha Spiez-Frutigen Bahn, kterou BLS převzala 1. ledna 1907 za 3 558 680,67 švýcarských franků (CHF). První trhací práce 15. října 1906 předznamenaly zahájení stavby Lötschberského tunelu. V témže roce byl dokončen Simplonský tunel Švýcarských spolkových drah SBB. V roce 1911 byl proražen Lötschberský tunel (provozní délka 14 612 m) mezi Kanderstegem a Goppensteinem. Po dokončení úseků trati na obou stranách mohl být 15. července 1913 zahájen nepřetržitý provoz ze Spiezu do Brigu.
Lötschberská osa, která byla již od svého otevření elektrifikována napětím 15 kV a frekvencí 16 ⅔ Hz a tvořilo ji 33 tunelů, 3 protilavinové štoly a 22 mostů, se stala důležitou železniční tratí pro mezinárodní dopravu, zejména mezi Alsaskem a Itálií (městem Domodossola). Trať Spiez–Frutigen, která byla elektrifikována od 1. listopadu 1910 jako zkušební trať a předstupeň elektrického provozu, byla původně postavena pro frekvenci 15 Hz. Poté, co se počátkem roku 1913 pruská, bavorská a bádenská správa dohodly na frekvenci 16 ⅔ Hz, byla trať upravena na 16 ⅔ Hz. Tuto změnu bylo možné provést bez větších konstrukčních změn, pouze bylo nutné upravit regulátory otáček generátorů.

### První roky provozu
1. ledna 1913 se společnost Berner Alpenbahn-Gesellschaft spojila s dráhou Thunerseebahn (TSB). Kromě Lötschberské dráhy (Spiez–Brig) k ní nyní patřila také trať Scherzligen (Thun) – Spiez – Interlaken – Bönigen a lodní doprava na jezerech Thunersee a Brienzersee. Po převzetí dráhy Thunerseebahn v roce 1913 se BLS stala jednou ze společností tzv. „skupiny BLS“ s následujícími železničními společnostmi:
- Spiez-Erlenbach-Bahn a Erlenbach-Zweisimmen-Bahn, které se v roce 1942 spojily do 35 km dlouhé Spiez-Erlenbach-Zweisimmen-Bahn (SEZ).
- Gürbetal-Bahn a Bern-Schwarzenburg-Bahn, sloučené v roce 1944 do 52 km dlouhé Gürbetal-Bern-Schwarzenburg-Bahn (GBS).
- Bern-Neuenburg-Bahn (BN), délka 43 km.

V roce 1915 byla připojena trať přes Grenchenberg dráhy Münster-Lengnau-Bahn (MLB), která však byla od počátku právně součástí BLS. Trasa přes Delle 8,5 km dlouhým Grenchenberským tunelem do Grenchenu a Bielu měla přiblížit Francii k Lötschbergu, a tím i Itálii. Trať Moutier–Lengnau provozovaly SBB, zatímco stanice a údržba trati byly v rukou BLS.
Mezinárodní tranzitní vlaky jezdily přes Lötschberg jen krátce. Od vypuknutí první světové války nestačily příjmy na pokrytí úroků.

### Provoz po první světové válce

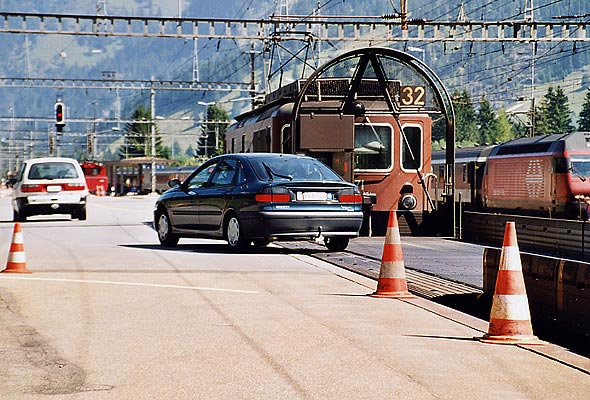
Autovlak v Kanderstegu

Po připojení Alsaska a Lotrinska k Francii v roce 1918 se původně plánovaná tranzitní doprava z Francie přes Grenchenberský tunel přesunula na hraniční přechod v Basileji. Díky rostoucí nákladní dopravě mezi Německem a Itálií a cestovní dopravě do Valais však společnost BLS neměla o zákazníky nouzi. Přesto příjmy nesplnily očekávání a v roce 1923 musela být společnost BLS sanována veřejnými prostředky.
Od 50. let 20. století provozovala BLS vlaky pro přepravu automobilů Lötschberským tunelem. Díky tomu bylo možné vyhnout se dlouhým zajížďkám přes oblast Ženevského jezera. V roce 1969 byla železniční doprava mezi stanicí Interlaken Ost a Bönigenem kvůli výlukám nahrazena autobusovou dopravou.
Od roku 1992 je Lötschberská dráha v celé délce dvojkolejná. Práce na zdvojkolejnění byly zahájeny v roce 1977. Na žádost spolkové vlády, která byla v roce 1906 oslovena s žádostí o spolufinancování, byl Lötschberský tunel vybudován jako dvoukolejný a v průběhu stavby byly připraveny hrubé stavby navazujících úseků v údolích pro dvoukolejnou trať.

### Výstavba Lötschberského úpatního tunelu

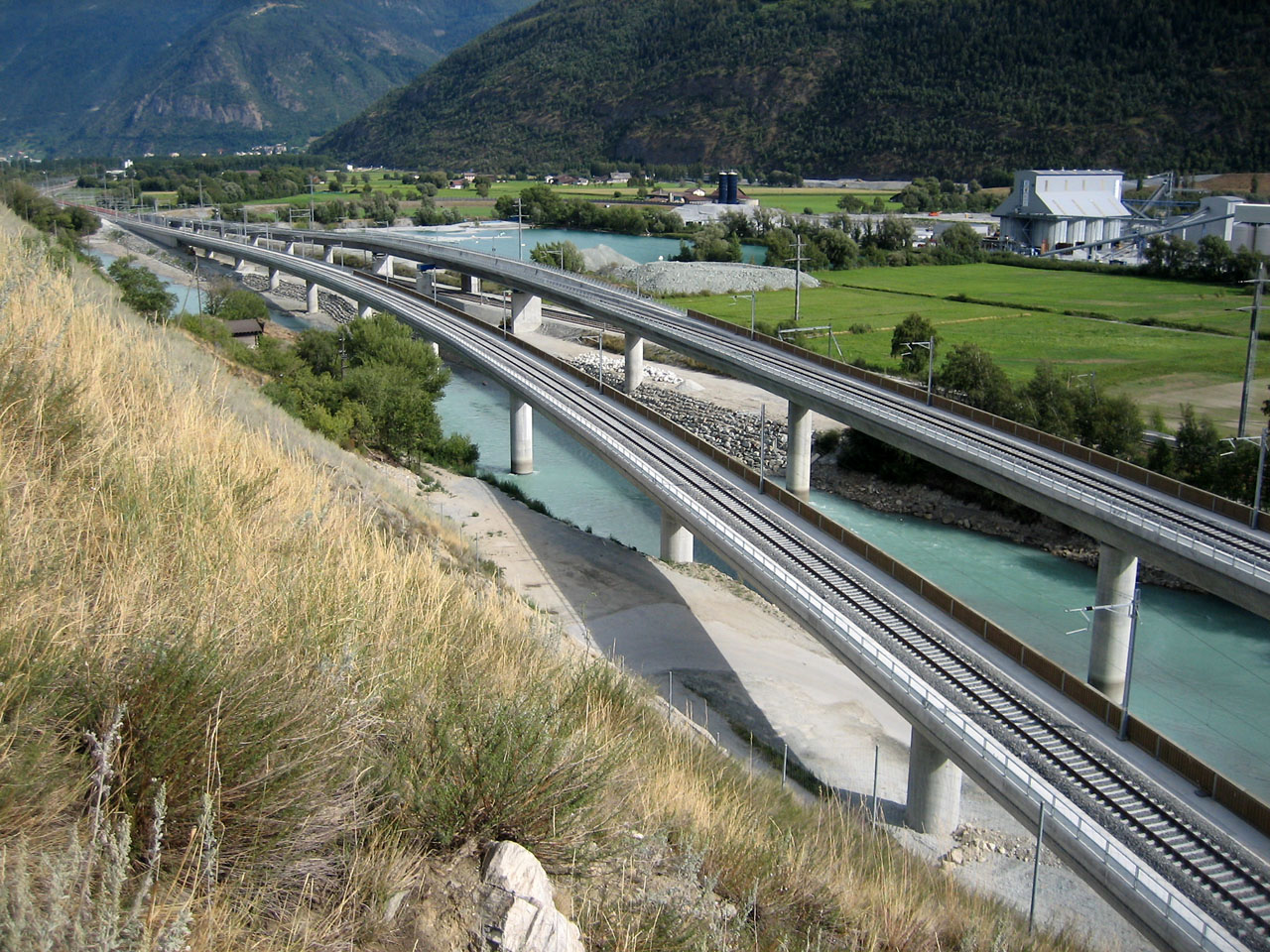
Jižní portál Lötschberského úpatního tunelu

Dne 27. září 1992 se švýcarský lid většinou 64 % hlasů vyslovil pro projekt Neue Eisenbahn-Alpentransversale (zkratka NEAT; anglicky New Railway Link through the Alps, NRLA). Hlasováním „ano“ dali Švýcaři souhlas k výstavbě dvou nových příčných spojnic přes Alpy, jedné v oblasti Gotthardu (Gotthardský úpatní tunel), druhé u Lötschbergu. Původní projekt NEAT Lötschberg počítal se dvěma jednokolejnými tunely mezi Frutigenem a údolím Rhôny o délce 41 km. Z finančních důvodů byla délka tunelu zkrácena na 34,6 km a větší část jednoho z tubusů byla vybudována pouze jako hrubá stavba. Lötschberský úpatní tunel tak byl vyražen a zprovozněn jako částečně jednokolejný. Nová úpatní trať byla slavnostně otevřena 15. června 2007 a 9. prosince 2007 byl zahájen plný standardní provoz podle nového jízdního řádu. Za plného provozu mohou vlaky projíždět Lötschberským úpatním tunelem rychlostí 160–200 km/h. Od dokončení NEAT a otevření nového Lötschberského úpatního tunelu je BLS zodpovědná za provoz vlakové dopravy na celé trase trati Lötschberg-Simplon.

### Sloučení a vznik BLS AG

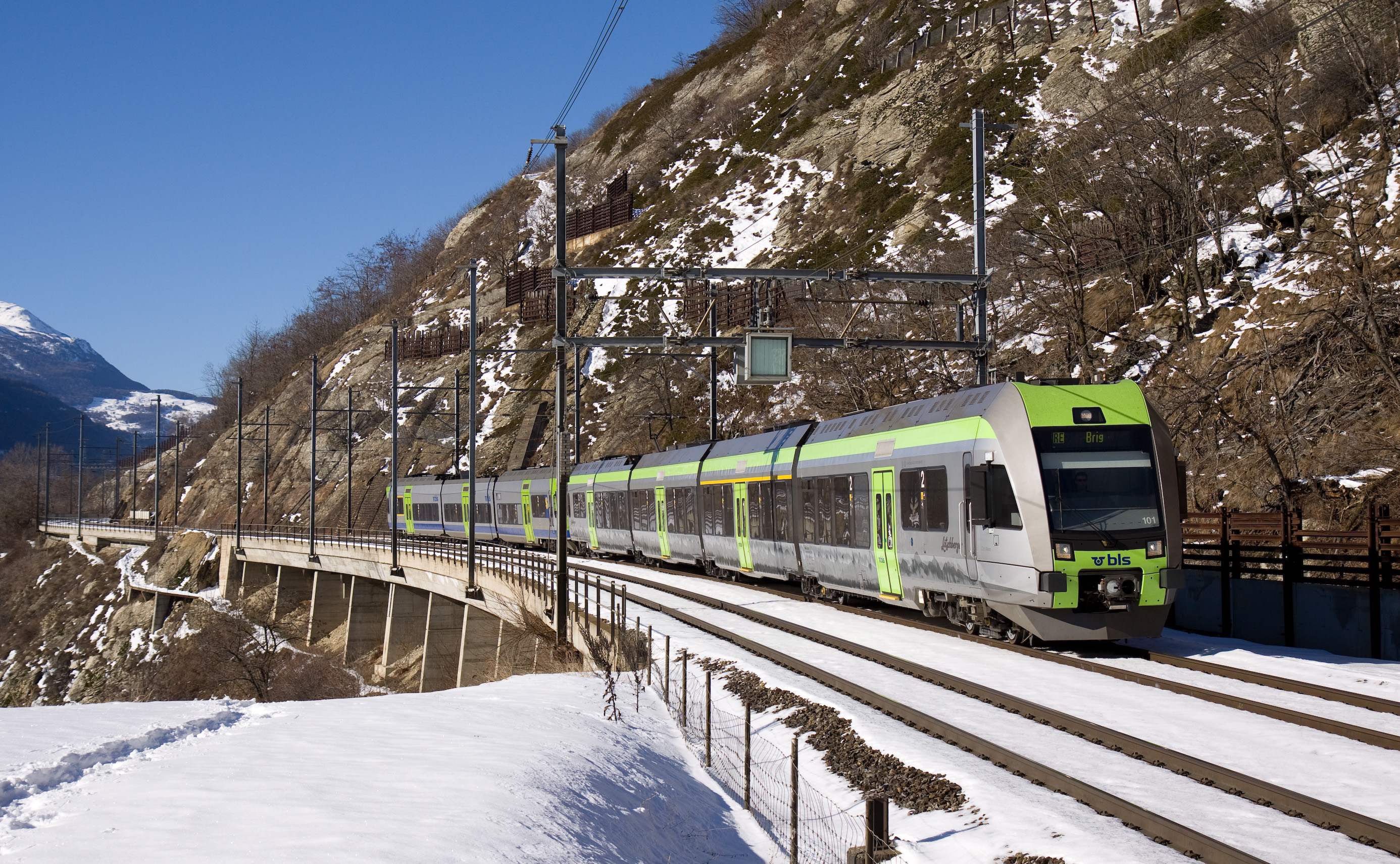
Osobní vlak BLS na Lötschberské trati

V červnu 2006 došlo po konání valných hromad a se souhlasem akcionářů ke sloučení společností Regionalverkehr Mittelland AG a BLS Lötschbergbahn AG do nové společnosti BLS AG. Nový podnik patří kantonu Bern (55,8 %), Švýcarské konfederaci (21,7 %) a dalším kantonům a soukromým osobám (22,5 %). Společnost BLS AG byla fakticky založena 24. dubna 2006, kdy kantony Bern, Lucern, Solothurn, Valais a Neuchâtel vyměnily své akcie BLS a RM za akcie společnosti BLS AG.
V důsledku sloučení společností se BLS AG stala po Švýcarských spolkových drahách druhým největším provozovatelem švýcarských tratí normálního rozchodu. Společnost BLS AG provozuje regionální dopravu v oblasti, která se rozkládá mezi Neuchâtelským jezerem, Lucernským jezerem, pohořím Jura a Simplonským masivem. Odpovídá také za provoz většiny příměstských železničních linek S-Bahn Bern a některých linek S-Bahn Luzern.

## Přehled tratí BLS
| Trať                      | Délka km | Otevření  | Elektrifikace | Poznámka                                                                       |
| ------------------------- | -------- | --------- | ------------- | ------------------------------------------------------------------------------ |
| Spiez–Brig                | 73,3     | 1901–1913 | 1910–1913     | horská trať přes Lötschberg                                                    |
| Thun–Spiez–Interlaken Ost | 83,0     | 1872–1893 | 1915–1920     | Thunerseebahn                                                                  |
| Interlaken Ost–Bönigen    | 2,2      | 1874      | 1920          | provoz ukončen roku 1969, trať částečně zachována jako vlečka do dílen Bönigen |
| Moutier–Lengnau           | 13,0     | 1915      | 1928          | Grenchenberský tunel                                                           |